# Триуджо
Триуджо (итал. Triuggio) — коммуна в Италии в провинции Монца-э-Брианца области Ломбардия.
Население составляет 8055 человек (на 2004 г.), плотность населения составляет 959 чел./км². Занимает площадь 8 км². Почтовый индекс — 20050. Телефонный код — 0362.
Покровителями коммуны почитаются Пресвятая Богородица (Maria Addolorata) и святой  мученик Антоний, празднование 15 сентября.